# Italijanska romantika (književnost)
Italijanska romantika označuje literarno smer, ki se je v italijanski književnosti pričeja okoli leta 1815.
Za razliko od romantične književnosti, ki je v evropski in ameriški književnosti prevladovala od začetka do srede 19. stoletja se je nastop romantike v Italiji zakasnil do leta 1815. Vzrok zakasnitve sta bila močan vpliv klasicistične tradicije in politične razmere.
Predhodnika italijanske romantike  sta bila dramatik Vittorio Alfieri (1749-1803) in pesnik ter pisatelj Ugo Foscolo (1778-1827). Oba sicer spadata še v predromantiko. Okoli 1815 se pod vplivom nemške romantike in njenih načel začne tudi v Italiji razvijati romantična književnost, usmerjena k nacionalnim, liberalnim in demokratičnim načelom. Njen najznačilnejši predstavnik je pesnik, dramatik in pisatelj Alessandro Manzoni (1785-1873), največji lirik pa Giacomo Leopardi
(1798-1837). Mimo obeh imenovanih v liriki, pripovedništvu in dramatiki ni bilo pomembnejših avtorjev. Po obsegu in značilnostih pa italijanska romantična književnost ni dosegla evropske romantične književnosti.